# Хардинг (окръг, Ню Мексико)
Вижте пояснителната страница за други значения на Хардинг.
Окръг Хардинг (на английски: Harding County) е окръг в щата Ню Мексико, Съединени американски щати. Площта му е 5506 km², а населението – 692 души (2017). Административен център е град Москеро.